# P/2012 O2 McNaught
P/2012 O2 McNaught è una cometa periodica appartenente alla famiglia delle comete gioviane. La cometa è stata scoperta da Robert H. McNaught il 20 luglio 2012, ma già al momento dell'annuncio della scoperta erano state trovate immagini risalenti al 20 maggio 2012.
Unica particolarità della cometa è di avere una piccola MOID col pianeta Giove tale da permettere passaggi ravvicinati tra i due corpi come quelli del 18 gennaio 1908 quando pervennero a sole  0,272 U.A. di distanza o quello del 20 gennaio 2050 previsto a sole 0,276 U.A.: passaggi così stretti possono modificare anche notevolmente gli elementi orbitali di una cometa.
La cometa non è stata riosservata al successivo passaggio al perielio del 2019.